# فرودگاه تک‌بانده اپتینا
فرودگاه تک‌بانده اپتینا (به انگلیسی: Apetina Airstrip) یک فرودگاه همگانی است . این فرودگاه در کشور سورینام قرار دارد .